# Hatné
Hatné je naseljeno mjesto u okrugu Považská Bystrica u Trenčínskom kraju u Slovačkoj.

## Stanovništvo
| Godina:     | 1993. | 2003.   | 2013.   | 2023.   |
| ----------- | ----- | ------- | ------- | ------- |
| Broj ljudi: | 579   | 558     | 594     | 642     |
| Razlika:    |       | -3,62 % | +6,45 % | +8,08 % |

| Godina:     | 2022. | 2023.   |
| ----------- | ----- | ------- |
| Broj ljudi: | 626   | 642     |
| Razlika:    |       | +2,55 % |

Prema podatcima o broju stanovnika iz 2023. godine naselje je imalo 642 stanovnika.

## Vanjske poveznice
|  | Zajednički poslužitelj ima još gradiva o temi Hatné |

- Službena stranica naselja (sl.)